# 维拉尔佩利切
维拉尔佩利切（義大利語：Villar Pellice），是意大利都灵省的一个市镇。总面积60平方公里，人口1146人，人口密度19.1人/平方公里（2009年）。ISTAT代码为001306。